# Meyrannes
Meyrannes is een gemeente in het Franse departement Gard (regio Occitanie) en telt 846 inwoners (2004). De plaats maakt deel uit van het arrondissement Alès.

## Geografie
De oppervlakte van Meyrannes bedraagt 6,5 km², de bevolkingsdichtheid is 130,2 inwoners per km².

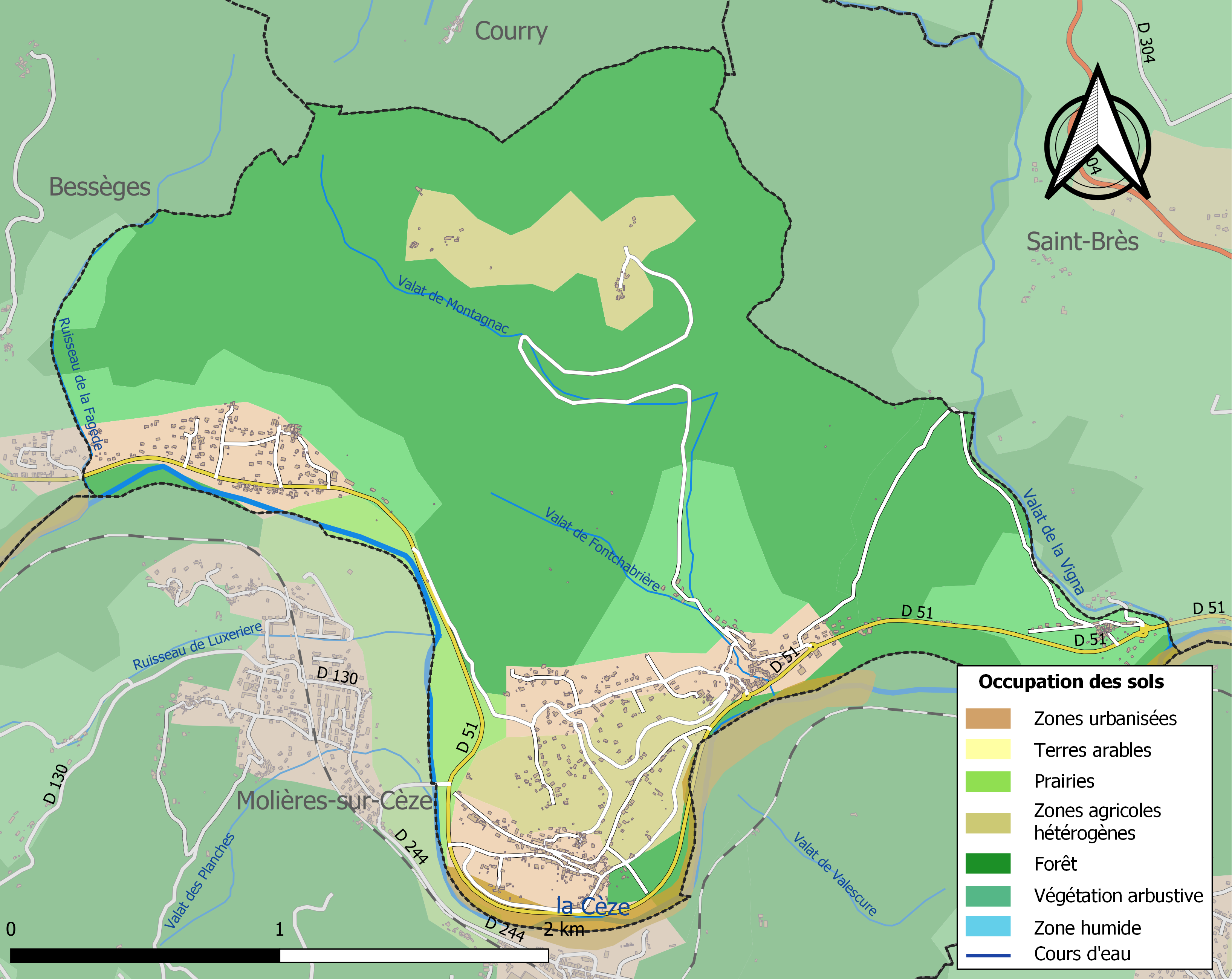
Kaart van de gemeente met de belangrijkste infrastructuur, bodemgebruik en omliggende gemeenten

## Demografie
Onderstaande figuur toont het verloop van het inwonertal (bron: INSEE-tellingen).